# Operacja Ogień
Operacja Ogień (tyt. oryg. Operacioni Zjarri) – albański film fabularny z roku 1973 w reżyserii Muharrema Fejzo.

## Opis fabuły
Akcja filmu rozgrywa się w roku 1953. Bohaterem filmu jest funkcjonariusz Sigurimi - Kreshnik Martini, który przenika w szeregi organizacji prowadzącej wrogą działalność na terenie Albanii. Jako członek oddziału zbiera informacje na jego temat. Film oparty na wydarzeniach autentycznych – w początkach lat 50. na teren Albanii przerzucono grupy dywersyjne, które miały podjąć działania skierowane przeciwko rządom Envera Hodży.
Film dedykowany pamięci Pala Melyshiego.

## Obsada
- Llazi Sërbo jako Kreshnik Martini
- Ndrek Luca jako Pjeter Mustakuqi
- Tinka Kurti jako Mrika
- Enver Plaku jako Gjetan Bardhi
- Ymer Bala jako Mark Martini
- Sheri Mita jako Gjin Martini
- Marie Logoreci jako Bardha
- Sulejman Dibra jako Kasket
- Demir Hyskja jako Kometa
- Albert Verria jako Hiluku
- Gjon Kola jako Krosi
- Lec Bushati jako Ndreca
- Ndrek Prela jako ojciec Leshiego
- Perihan Mema jako Dakina
- Tonin Ujka jako Gjethi
- Hamza Abazi
- Melpomeni Çobani
- Shpend Halili
- Paulin Lacaj
- Zef Nikolla
- Agron Dizdari
- Fric Fistani
- Esat Kola
- Muhamet Muço
- Avni Uruçi